# Еберсдорф (Нижня Саксонія)
Еберсдорф (нім. Ebersdorf) — громада в Німеччині, розташована в землі Нижня Саксонія. Входить до складу району Ротенбург-на-Вюмме. Складова частина об'єднання громад Гестеквелле.
Площа — 28,83 км2. Населення становить 1035 ос. (станом на 31 грудня 2021).